# Alonso López (Rennfahrer)

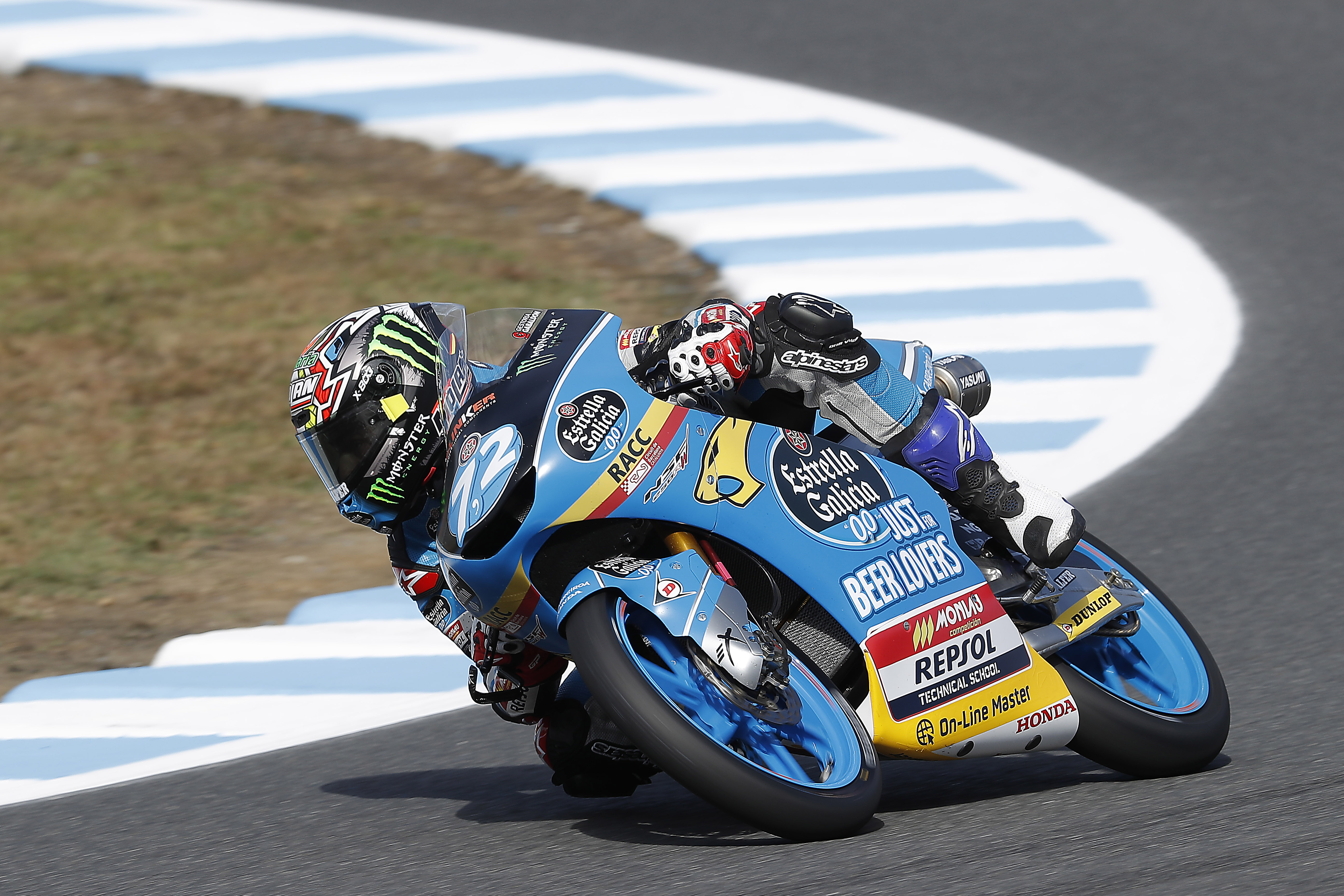
López auf Honda beim Großen Preis von Japan 2018

Alonso López González (* 21. Dezember 2001 in Madrid) ist ein spanischer Motorradrennfahrer. Er fährt seit 2022 in der Moto2-Klasse der Motorrad-Weltmeisterschaft auf einer Boscoscuro.

## Karriere
López’ internationale Karriere begann 2016 im Alter von 14 Jahren in der CEV Moto3-Junioren-Weltmeisterschaft für das Junior Team Estrella Galicia 0,0. Er schloss die Saison mit zwei Podestplätzen als Gesamtfünfter ab.

## Statistik

### Erfolge
- 3 Grand-Prix-Siege

### In der FIM-CEV-Moto3-Junioren-Weltmeisterschaft
| Saison | Team                 | Motorrad | Rennen | Siege | Zweiter | Dritter | Poles | Schn. Runden | Punkte | Ergebnis |
| ------ | -------------------- | -------- | ------ | ----- | ------- | ------- | ----- | ------------ | ------ | -------- |
| 2016   | Estrella Galicia 0,0 | Honda    | 11     | –     | 2       | –       | 1     | –            | 87     | 5.       |
| 2017   | Estrella Galicia 0,0 | Honda    | 12     | 3     | 2       | –       | 1     | –            | 135    | 3.       |
| Gesamt | Gesamt               | Gesamt   | 23     | 3     | 4       | 0       | 2     | 0            | 222    |          |

### In der Motorrad-Weltmeisterschaft
(Stand: Großer Preis von Österreich, 17. August 2025)
| Saison | Klasse | Team                        | Motorrad   | Rennen | Siege | Zweiter | Dritter | Poles | Schn. Runden | Punkte | Ergebnis |
| ------ | ------ | --------------------------- | ---------- | ------ | ----- | ------- | ------- | ----- | ------------ | ------ | -------- |
| 2018   | Moto3  | Estrella Galicia 0,0        | Honda      | 18     | –     | –       | –       | –     | 1            | 36     | 23.      |
| 2019   | Moto3  | Estrella Galicia 0,0        | Honda      | 19     | –     | –       | 1       | –     | 1            | 71     | 17.      |
| 2020   | Moto3  | Sterilgarda Max Racing Team | Husqvarna  | 14     | –     | –       | –       | –     | –            | 21     | 23.      |
| 2021   | Moto2  | Lightech Speed Up           | Boscoscuro | 3      | –     | –       | –       | –     | –            | 4      | 30.      |
| 2021   | Moto2  | Flexbox HP40                | Kalex      | 1      | –     | –       | –       | –     | –            | 4      | 30.      |
| 2022   | Moto2  | Lightech Speed Up           | Boscoscuro | 14     | 2     | 2       | 1       | 1     | 1            | 155.5  | 8.       |
| 2023   | Moto2  | Lightech Speed Up           | Boscoscuro | 20     | –     | 1       | 4       | 2     | 1            | 150    | 7.       |
| 2024   | Moto2  | Sync Speed Up               | Boscoscuro | 20     | 1     | 1       | 3       | –     | 2            | 179    | 6.       |
| 2025   | Moto2  | Team HDR Heidrun            | Boscoscuro | 13     | –     | –       | 1       | –     | –            | 58     | 15.      |
| Gesamt | Gesamt | Gesamt                      | Gesamt     | 122    | 3     | 4       | 10      | 3     | 6            | 674,5  |          |

Grand-Prix-Siege
| Saison | Klasse | Rennen                |
| ------ | ------ | --------------------- |
| 2022   | Moto2  | San Marino Australien |
| 2024   | Moto2  | Katar                 |

Einzelergebnisse
| Saison | 1        | 2           | 3           | 4          | 5          | 6          | 7                      | 8              | 9           | 10                     | 11          | 12                     | 13         | 14             | 15         | 16             | 17         | 18             | 19         | 20       | 21       | 22       |
| ------ | -------- | ----------- | ----------- | ---------- | ---------- | ---------- | ---------------------- | -------------- | ----------- | ---------------------- | ----------- | ---------------------- | ---------- | -------------- | ---------- | -------------- | ---------- | -------------- | ---------- | -------- | -------- | -------- |
| 2018   | Katar    | Argentinien | USA-Texas   | Spanien    | Frankreich | Italien    | Katalonien             | Niederlande    | Deutschland | Tschechien             | Osterreich  | Vereinigtes Konigreich | San Marino | Aragonien      | Thailand   | Japan          | Australien | Malaysia       | \|\| \|\|  |          |          |          |
| 2018   | DNF      | 6           | 17          | 4          | 19         | 18         | 8                      | 25             | DNF         | 18                     | 24          | C                      | DNF        | 20             | DNF        | 18             | 11         | DNF            | DNF        |          |          |          |
| 2019   | Katar    | Argentinien | USA-Texas   | Spanien    | Frankreich | Italien    | Katalonien             | Niederlande    | Deutschland | Tschechien             | Osterreich  | Vereinigtes Konigreich | San Marino | Aragonien      | Thailand   | Japan          | Australien | Malaysia       | \|\| \|\|  |          |          |          |
| 2019   | 12       | DNF         | 8           | 14         | DNF        | DNF        | 4                      | 10             | DNF         | DNF                    | 16          | 15                     | DNF        | 5              | 3          | 9              | 13         | DNF            | NC         |          |          |          |
| 2020   | Katar    | Spanien     | Andalusien  | Tschechien | Osterreich | Steiermark | San Marino             | Emilia-Romagna | Katalonien  | Frankreich             | Aragonien   |                        | Europa     | Valencia       | \|\| \|\|  |                |            |                |            |          |          |          |
| 2020   | 13       | 14          | DNS         | DNF        | 23         | 20         | DNF                    | DNF            | 5           | DNF                    | 17          | 11                     | DNF        | DNF            | DNF        |                |            |                |            |          |          |          |
| 2021   | Katar    | Katar       | Portugal    | Spanien    | Frankreich | Italien    | Katalonien             | Deutschland    | Niederlande | Steiermark             | Osterreich  | Vereinigtes Konigreich | Aragonien  | San Marino     | USA-Texas  | Emilia-Romagna | Portugal   | \|\| \|\| \|\| |            |          |          |          |
| 2021   |          |             |             |            | DNF        |            | 21                     | 12             | 17          |                        |             |                        |            |                |            |                |            |                |            |          |          |          |
| 2022   | Katar    | Indonesien  | Argentinien | USA-Texas  | Portugal   | Spanien    | Frankreich             | Italien        | Katalonien  | Deutschland            | Niederlande | Vereinigtes Konigreich | Osterreich | San Marino     | Aragonien  | Japan          | Thailand   | Australien     | Malaysia   | \|\|     |          |          |
| 2022   |          |             |             |            |            |            | DNF                    | 8              | 8           | 7                      | 6           | 2                      | 7          | 1              | DNF        | 3              | 5          | 1              | 2          | DNF      |          |          |
| 2023   | Portugal | Argentinien | USA-Texas   | Spanien    | Frankreich | Italien    | Deutschland            | Niederlande    | Kasachstan  | Vereinigtes Konigreich | Osterreich  | Katalonien             | San Marino | Indien         | Japan      | Indonesien     | Australien | Thailand       | Malaysia   | Katar    | Valencia |          |
| 2023   | DNF      | 2           | 7           | 3          | 3          | 6          | 5                      | 6              | C           | DNF                    | 21          | 8                      | 3          | 22             | 13         | 25             | NC         | 8              | 22         | 9        | 3        |          |
| 2024   | Katar    | Portugal    | USA-Texas   | Spanien    | Frankreich | Katalonien | Italien                | Niederlande    | Deutschland | Vereinigtes Konigreich | Osterreich  | Aragonien              | San Marino | Emilia-Romagna | Indonesien | Japan          | Australien | Thailand       | Malaysia   | \|\|     |          |          |
| 2024   | 1        | 25          | 4           | DNF        | 3          | 7          | 3                      | 8              | 10          | 9                      | 2           | 4                      | 29         | 9              | 3          | 9              | DNF        | 11             | 13         | 8        |          |          |
| 2025   | Thailand | Argentinien | USA-Texas   | Katar      | Spanien    | Frankreich | Vereinigtes Konigreich | Aragonien      | Italien     | Niederlande            | Deutschland | Tschechien             | Osterreich | Ungarn         | Katalonien | San Marino     | Japan      | Indonesien     | Australien | Malaysia | Portugal | Valencia |
| 2025   | 10       | 8           | 3           | 16         | DSQ        | 10         | 10                     | 10             | 14          | 8                      | DNF         | 18                     | 16         |                |            |                |            |                |            |          |          |          |

| Legende  | Legende            | Legende                                                          |
| Farbe    | Abkürzung          | Bedeutung                                                        |
| -------- | ------------------ | ---------------------------------------------------------------- |
| Gold     | –                  | Sieg                                                             |
| Silber   | –                  | 2. Platz                                                         |
| Bronze   | –                  | 3. Platz                                                         |
| Grün     | –                  | Platzierung in den Punkten                                       |
| Blau     | –                  | Klassifiziert außerhalb der Punkteränge                          |
| Violett  | DNF                | Rennen nicht beendet (did not finish)                            |
| Violett  | NC                 | nicht klassifiziert (not classified)                             |
| Rot      | DNQ                | nicht qualifiziert (did not qualify)                             |
| Rot      | DNPQ               | in Vorqualifikation gescheitert (did not pre-qualify)            |
| Schwarz  | DSQ                | disqualifiziert (disqualified)                                   |
| Weiß     | DNS                | nicht am Start (did not start)                                   |
| Weiß     | WD                 | zurückgezogen (withdrawn)                                        |
| Hellblau | PO                 | nur am Training teilgenommen (practiced only)                    |
| Hellblau | TD                 | Freitags-Testfahrer (test driver)                                |
| ohne     | DNP                | nicht am Training teilgenommen (did not practice)                |
| ohne     | INJ                | verletzt oder krank (injured)                                    |
| ohne     | EX                 | ausgeschlossen (excluded)                                        |
| ohne     | DNA                | nicht erschienen (did not arrive)                                |
| ohne     | C                  | Rennen abgesagt (cancelled)                                      |
| ohne     | keine WM-Teilnahme |                                                                  |
| sonstige | P/fett             | Pole-Position                                                    |
| sonstige | 1/2/3/4/5/6/7/8    | Punktplatzierung im Sprint-/Qualifikationsrennen                 |
| sonstige | SR/kursiv          | Schnellste Rennrunde                                             |
| sonstige | *                  | nicht im Ziel, aufgrund der zurückgelegten Distanz aber gewertet |
| sonstige | ()                 | Streichresultate                                                 |
| sonstige | unterstrichen      | Führender in der Gesamtwertung                                   |

### In der FIM-CEV-Moto2-Europameisterschaft
| Saison | Team                          | Motorrad   | Rennen | Siege | Zweiter | Dritter | Poles | Schn. Runden | Punkte | Ergebnis |
| ------ | ----------------------------- | ---------- | ------ | ----- | ------- | ------- | ----- | ------------ | ------ | -------- |
| 2021   | Boscoscuro Talent Team-Ciatti | Boscoscuro | 11     | 2     | 8       | 1       | 1     | 1            | 226    | 2.       |
| Gesamt | Gesamt                        | Gesamt     | 11     | 2     | 8       | 1       | 1     | 1            | 226    |          |